# Pagode von Donghuachi
Die Pagode von Donghuachi (chinesisch 东华池塔, Pinyin Dōnghuáchí tǎ) ist eine Ziegelpagode im Kreis Huachi der Stadt Qingyang der nordwestchinesischen Provinz Gansu. Sie wurde in der Zeit der Song-Dynastie erbaut und liegt im Dorf Donghuachi der Großgemeinde Lingzhen. Sie ist achteckig mit sieben Geschossen und im Turmstil erbaut. Ihre Höhe beträgt ca. 26 m. 
Die Pagode von Donghuachi steht seit 2001 auf der Liste Denkmäler der Volksrepublik China (5-435).
Koordinaten: 36° 14′ 30,1″ N, 108° 27′ 13″ O